# Olkusz
Olkusz è un comune urbano-rurale polacco del distretto di Olkusz, nel voivodato della Piccola Polonia.
Ricopre una superficie di 150,66 km² e nel 2004 contava 50 366 abitanti.

## Storia
Nel 1863 (5 maggio), durante una rivolta contro la dominazione zarista, a Olkusz perse la vita il garibaldino bergamasco Francesco Nullo, mentre un altro garibaldino, Stefano Elia Marchetti fu gravemente ferito e morì qualche giorno dopo a Chrzanów. Entrambi avevano partecipato alla Spedizione dei Mille.
Dal 1941 al 1945 la città è stata chiamata Ilkenau dalle truppe tedesche di occupazione.
Dal 1975 al 1998 la città è stata inclusa nel voivodato della Slesia.
Dal 2009 è stato firmato un protocollo di gemellaggio tra Olkusz e Bergamo, città d'origine di Francesco Nullo